# پومپانو بیچ (فلوریدا)
پومپانو بیچ (به انگلیسی: Pompano Beach) شهری در شهرستان برووارد ایالت فلوریدا است که در سال ۱۹۰۸ بنیان‌گذاری شده‌است. این شهر طبق سرشماری سال ۲۰۱۰ میلادی، ۱۰۰٬۱۵۴ نفر جمعیت داشته و مساحت آن نیز ۶۶٫۸ کیلومتر مربع است.